# Diazepam

Diazepam

El diazepam es un fármaco derivado de la 1,4-benzodiazepina que actúa como modulador alostérico positivo de los receptores GABAA con propiedades ansiolíticas, miorrelajantes, anticonvulsivantes y sedantes.
El diazepam se utiliza para tratar estados de ansiedad y está considerada como la benzodiazepina más efectiva para el tratamiento de espasmos musculares. Es una de las benzodiazepinas más frecuentemente administradas tanto a pacientes ambulatorios como ingresados.

## Historia
El diazepam fue sintetizado al final de los años 1950 por Leo Sternbach (1908-2005) en el laboratorio Hoffmann-La Roche.

## Farmacocinética
Administrado por vía oral, se absorbe bien en el tracto gastrointestinal. Por vía intramuscular, en general la absorción es errática, no recomendada. La eliminación de la sustancia es lenta, ya que los metabolitos activos pueden permanecer en la sangre varios días o incluso semanas, y pueden llegar a producir efectos residuales. El inicio de acción es evidente pasados de 15 a 45 minutos tras su administración oral; por vía intramuscular, tarda unos 20 minutos, y por vía intravenosa, entre 1 y 3 minutos. Se elimina por vía renal.

## Farmacodinámica

### Mecanismo de acción
Se considera que su mecanismo de acción consiste en potenciar o facilitar la acción inhibitoria del neurotransmisor ácido gamma aminobutírico (GABA), mediador químico de la inhibición tanto en el nivel del botón presináptico como postsináptico, en todas las regiones del sistema nervioso central.

### Efectos
El diazepam, como todos los fármacos de su clase, actúa deprimiendo la conducción nerviosa en ciertas neuronas del sistema nervioso central, donde produce desde una leve sedación hasta hipnosis o coma, en función de la dosis administrada. Está indicado para el alivio sintomático de la ansiedad y otros malestares asociados con el trastorno de ansiedad, incluso los asociados con trastornos psiquiátricos y psicosomáticos. Es útil en el tratamiento de espasmos musculares reflejos debidos a traumas locales (heridas, inflamación). También puede utilizarse para combatir la espasticidad proveniente de daño a las interneuronas espinales y supraespinales, como en la parálisis cerebral y paraplejía, así como en atetosis y el síndrome de hombro rígido, y también como relajante muscular.

### Interacciones medicamentosas
Los efectos depresores del diazepam se intensifican cuando se asocia con
alcohol, neurolépticos, algunos antidepresivos de perfil sedante (clomipramina, nortriptilina, amitriptilina, paroxetina), hipnóticos, hipnoanalgésicos,
anticonvulsivantes y anestésicos. No debe consumirse alcohol durante el tratamiento con diazepam.
El uso simultáneo de antiácidos puede retrasar pero no disminuir su absorción. La cimetidina puede inhibir el metabolismo hepático del diazepam y provocar un retraso en su eliminación. El diazepam puede disminuir los efectos terapéuticos de la levodopa, y la rifampicina puede potenciar la eliminación de diazepam. El omeprazol puede aumentar la potencia del diazepam, por lo cual se recomienda prudencia en un consumo simultáneo de ambos fármacos.

## Uso clínico
El diazepam está indicado en el tratamiento de la ansiedad, trastornos psicosomáticos, tortícolis, espasmos musculares. Por vía intravenosa se usa en sedación previa a intervenciones (endoscopias, biopsias, fracturas); estados de agitación motora, delirium tremens, convulsiones. El diazepam se indica también para el tratamiento del vértigo, ataques de pánico, insomnio, disnea, y el síndrome paraneoplásico del hombro rígido, pero no tiene mejores efectos que el sulfato de magnesio en mujeres embarazadas con eclampsia.
Las benzodiazepinas solo están indicadas cuando el trastorno es grave, inhabilitante o si somete al individuo a un estrés extremo.

### Dosis
La dosis media de diazepam es de entre 5 y 10 mg; la dosis máxima no debe exceder 40 mg por día.
La dosis pediátrica para el manejo de crisis convulsivas es de 0.2mg por kg de peso, vía intravenosa o rectal.
Es importante señalar  que las dosis deben ser ajustadas de acuerdo con la respuesta individual, toda vez que la variabilidad de la relación dosis-respuesta es muy grande.

### Precauciones y advertencias
La tolerancia a los efectos farmacológicos del diazepam es pronunciada cuando se usan dosis elevadas durante períodos prolongados. Después de la suspensión brusca pueden aparecer depresión, insomnio por efecto rebote, nerviosismo y salivación excesiva. Se ha descrito un síndrome de abstinencia (estados confusionales, manifestaciones psicóticas y convulsiones) después de la suspensión de dosis elevadas y administradas por largo tiempo. Durante el embarazo, la investigación científica disponible desaconseja su uso en el primer y tercer trimestre. El diazepam debe evitarse durante la lactancia, ya que se excreta en la leche materna.
Es recomendable que el diazepam (así como cualquier otra benzodiazepina) sea consumido solo por periodos cortos de 2 a 4 semanas debido al riesgo de generar tolerancia y dependencia física por el consumo a largo plazo. Algunos posibles síntomas de abstinencia son: ansiedad, distorsión de los sentidos, disforia y en raros casos psicosis y convulsiones.

### Efectos adversos
Los efectos colaterales más frecuentes son sedación, somnolencia, diarrea, vómito, ataxia, vértigo, hipotensión, trastornos gastrointestinales, cambios en la libido. Se han conocido casos de reacciones paradójicas, con excitación y agresividad (sobre todo en niños y ancianos). La administración parenteral puede producir hipotensión o debilidad muscular, alucinaciones y visiones. También puede causar muy raramente un shock anafiláctico.
En caso de existir estos síntomas acuda inmediatamente a su hospital más cercano.

### Contraindicaciones
No debe usarse en caso de:
- Historia conocida de hipersensibilidad a las benzodiazepinas.

- Insuficiencia respiratoria grave.

- Insuficiencia hepática grave.

- Síndrome de apnea del sueño.

- Miastenia grave.

- Dependencia de otras sustancias, incluyendo el alcohol. Una excepción es el manejo de reacciones agudas de abstinencia.

Las benzodiazepinas no están recomendadas para el tratamiento primario de enfermedades psicóticas. Las benzodiazepinas no deberán utilizarse solas para tratar la ansiedad asociada con depresión, ya que podría sobrevenir un suicidio en dichos pacientes.
La administración de este medicamento está contraindicado en personas que presenten miastenia gravis, glaucoma, insuficiencia respiratoria, depresión respiratoria, insuficiencia hepática y renal. Deberá evaluarse la relación riesgo-beneficio en quienes tengan antecedentes de crisis convulsivas, hipoalbuminemia, psicosis- analíticas y paranoia.
El diazepam, al igual que los agentes benzodiazepínicos en general, está parcialmente contraindicado en casos de TDAH, ya que tienden a producir un efecto paradójico en este grupo de pacientes, exacerbando los síntomas de hiperactividad e impulsividad, además del potencial efecto negativo sobre la atención, la memoria de trabajo y las funciones ejecutivas en general. No obstante, tales decisiones farmacoterapéuticas deben evaluarse en cada caso particular.

### Presentaciones
A este fármaco también se le conoce con el nombre de Valium®.
Vía oral: tabletas y pastillas (5-10 mg)
Vía rectal,
Vía intravenosa,
Vía intramuscular.

## Otros datos de interés
- Varias plantas del género Solanum, como la patata, contienen pequeñas cantidades de diazepam y temazepam, generadas naturalmente.[10]
- El químico Leo Henryk Sternbach un polaco graduado en la Universidad Jagielloński en Cracovia (Polonia), sintetizó el diazepam en los años 50. El nombre de este científico fue incorporado al National Inventors Hall of Fame en el 2005.
- En los videojuegos de la franquicia Metal Gear Solid el protagonista puede tomar diazepam para calmar el pulso y así apuntar con más precisión a la hora de usar el rifle de francotirador.
- El exbaterista de la banda Avenged Sevenfold, The Rev sufrió una grave intoxicación por varios medicamentos. Combinó los efectos de la oxicodona, la oximorfona, el diazepam y el etanol, lo que le provocó la muerte.
- La popular banda de rock argentino Babasónicos lanzó en 1999 la canción "Valle de Valium", del disco Miami.